# 松本保居
松本 保居（まつもと やすおき、天明6年（1786年） - 慶応3年11月8日（1867年12月3日））は、江戸時代の銅版画家。初代玄々堂として知られており、京都を中心に活躍し、虫眼鏡がなければ見られないような微細な小さな銅版に克明な絵図や千字文などを作った。

## 来歴
5代目儀平源清信の嫡子として、京都東洞院仏光寺に生まれる。家は代々、儀平を称しており、元々は堺で宮家御用の数珠を作っていたが、5代目からは京都に移住した。保居はその6代目にあたり、数珠屋を廃業し、鴨川儀平とも称し、玄々堂と号を改めて銅版画師に転向した。その後、長崎においてオランダ人に絵画を学んだといわれるが、天保7年（1836年）頃から地図や西洋王侯の肖像、外国の風景、京阪名所絵などといった銅版画を制作刊行した。また、この頃、蘭画も描いており、油絵をいう名称を初めてつける。高野長英とも親交があった。享年82。墓所は京都霊山護国神社。
門人に、長男で二代目玄々堂となった松田緑山、七男の弥太郎、八男の松本竜山、山本竜玉、北条竜山がいる。

## 作品
- 「机山」 銅版画